# Championnats du monde de trampoline 2009
Navigation
Édition précédente Édition suivante
Les 26e Championnats du monde de trampoline, tumbling et double mini-trampoline ont lieu à Saint-Pétersbourg en Russie du 11 novembre 2009 au 14 novembre 2009.

## Programme
| 11.11.2009 (mercredi) - 11:20 - 14:40 Qualifications individuelles au trampoline (groupes 1-4) - 15:35 - 18:05 Qualifications individuelles au trampoline (groupes 5-7) 12.11.2009 (jeudi) - 11:00 - 13:00 TUM Women and DMT Men Qualifications - 14:10 - 16:10 TUM Men and DMT Women Qualifications - 19:00 TRA Women Team Final - 19:46 TRA Men Team Final | 13.11.2009 (vendredi) - 11:00 - 11:30 TRA Synchro Women and Men Qualifications - 18:00 DMT Women Team Final - 18:27 TUM Women Team Final - 18:54 DMT Men Team Final - 19:55 TRA Synchro Women Final - 20:17 TUM Men Team Final - 20:44 Individual TRA Men Final | 14.11.2009 (samedi) - 14:00 DMT Men Final - 14:29 TUM Men Final - 14:57 DMT Women Final - 16:00 TRA Synchro Men Final - 16:22 TUM Women Final - 16:50 Individual TRA Women Final |

## Podiums
| Épreuves                                    | Or                                           | Argent                                         | Bronze                                        |
| ------------------------------------------- | -------------------------------------------- | ---------------------------------------------- | --------------------------------------------- |
| Hommes                                      |                                              |                                                |                                               |
| Trampoline par équipes résultats détaillés  | Chine                                        | Biélorussie                                    | Russie                                        |
| Double Mini par équipes résultats détaillés | Portugal                                     | Russie                                         | États-Unis                                    |
| Tumbling par équipes résultats détaillés    | Chine                                        | Russie                                         | Biélorussie                                   |
| Individuel résultats détaillés              | Dong Dong (CHN)                              | Lu Chunlong (CHN)                              | Yasuhiro Ueyama (JPN)                         |
| Double Mini résultats détaillés             | Andre Lico (POR)                             | Tim Lunding (SWE)                              | André Fernandes (POR)                         |
| Tumbling résultats détaillés                | Tagir Murtazaev (RUS)                        | Song Yang (CHN)                                | Mikhail Kostyanov (RUS)                       |
| Synchro résultats détaillés                 | Tetsuya Sotomura (JPN) Yasuhiro Ueyama (JPN) | Sébastien Martiny (FRA) Grégoire Pennes (FRA)  | Oleksandr Chernonos (UKR) Yuriy Nikitin (UKR) |
| Femmes                                      |                                              |                                                |                                               |
| Trampoline par équipes résultats détaillés  | Chine                                        | Russie                                         | Canada                                        |
| Double Mini par équipes résultats détaillés | Russie                                       | Canada                                         | États-Unis                                    |
| Tumbling par équipes résultats détaillés    | Russie                                       | États-Unis                                     | Canada                                        |
| Synchro résultats détaillés                 | Li Dan (CHN) Zhong Xingping (CHN)            | Karen Cockburn (CAN) Rosannagh MacLennan (CAN) | Anna Savkina (UZB) Ekaterina Khilko (UZB)     |
| Double Mini résultats détaillés             | Victoria Voronina (RUS)                      | Galina Goncharenko (RUS)                       | Corissa Boychuk (CAN)                         |
| Tumbling résultats détaillés                | Anna Korobeynikova (RUS)                     | Elena Krasnokutskaya (RUS)                     | Ashley Speed (CAN)                            |
| Individuel résultats détaillés              | Shanshan Huang (CHN)                         | Wenna He (CHN)                                 | Karen Cockburn (CAN)                          |

## Résultats détaillés

### Hommes

#### Trampoline par équipes
| Rang | Pays        | Gymnastes                                                        | Points |
| ---- | ----------- | ---------------------------------------------------------------- | ------ |
|      | Chine       | Lu Chunlong Ye Shuai Dong Dong Tu Xiao                           | 126.70 |
|      | Biélorussie | Yakau Rakitski Mikalai Kazak Yauhen Zhukouski Viatchaslau Modzel | 120.50 |
|      | Russie      | Alexander Leven Dmitry Fedorovskiy Dmitri Ouchakov Sergei Chumak | 117.00 |
| 4    | États-Unis  | Neil Gulati Michael Devine Logan Dooley Steven Gluckstein        | 88.90  |
| 5    | Japon       | Shunsuke Nagasaki Tetsuya Sotomura Yasuhiro Ueyama Masaki Ito    | 79.50  |

#### Double Mini par équipes
| Rang | Pays        | Gymnastes                                                           | Points |
| ---- | ----------- | ------------------------------------------------------------------- | ------ |
|      | Portugal    | Andre Lico André Fernandes André Pocinho Bruno Nobre                | 110.80 |
|      | Russie      | Sergey Kovalev Kirill Ivanov Evgeny Chernoivanov Dmitry Fedorovskiy | 110.50 |
|      | États-Unis  | Stephen Raymond Anthony Doles Austin White Kalon Ludvigson          | 98.70  |
| 4    | Royaume-Uni | Dominic Swaffer Jason Plowman Matthew Swaffer                       | 69.20  |
| 5    | Canada      | Luke Friesen Scott Young Alexander Seifert Kyle Soehn               | 68.30  |

#### Tumbling par équipes
| Rang | Pays        | Gymnastes                                                            | Points |
| ---- | ----------- | -------------------------------------------------------------------- | ------ |
|      | Chine       | Ma Jie Yang Song Tao Yi Zhang Lingfeng                               | 110.90 |
|      | Russie      | Mikhail Kostyanov Evgeny Zinukov Tagir Murtazaev Andrey Krylov       | 109.40 |
|      | Biélorussie | Dzmitry Darashuk Andrei Kabishau Siarhei Prymakou Siarhei Artsemenka | 104.50 |
| 4    | Royaume-Uni | Charlie Burrows Michael Barnes Greg Boosey Daniel lannigan           | 102.50 |
| 5    | Ukraine     | Artem Pysaryev Iurii Freiuk Vladyslav Sheremeta Viktor Kyforenko     | 96.10  |

#### Trampoline individuel
| Rang | Pays        | Gymnastes       | Points |
| ---- | ----------- | --------------- | ------ |
|      | Chine       | Dong Dong       | 42.900 |
|      | Chine       | Chunlong Lu     | 42.300 |
|      | Japon       | Yasuhiro Ueyama | 42.100 |
| 4    | Japon       | Masaki Ito      | 42.100 |
| 5    | Russie      | Dmitri Ouchakov | 41.000 |
| 6    | Portugal    | Diogo Ganchinho | 40.200 |
| 7    | Royaume-Uni | James Higgins   | 39.600 |
| 8    | Biélorussie | Mikalai Kazak   | 39.100 |

#### Double Mini individuel
| Rang | Pays       | Gymnastes           | Points |
| ---- | ---------- | ------------------- | ------ |
|      | Portugal   | Andre Lico          | 75.500 |
|      | Suède      | Tim Lunding         | 69.600 |
|      | Portugal   | André Fernandes     | 69.300 |
| 4    | Brésil     | Bruno Martini       | 67.800 |
| 5    | Russie     | Evgeny Chernoivanov | 60.300 |
| 6    | Russie     | Dmitry Fedorovskiy  | 59.200 |
| 7    | Canada     | Alexander Seifert   | 58.900 |
| 8    | États-Unis | Austin White        | 35.300 |

#### Tumbling individuel
| Rang | Pays        | Gymnastes          | Points |
| ---- | ----------- | ------------------ | ------ |
|      | Russie      | Tagir Murtazaev    | 77.300 |
|      | Chine       | Song Yang          | 75.000 |
|      | Russie      | Mikhail Kostyanov  | 73.900 |
| 4    | Ukraine     | Viktor Kyforenko   | 73.000 |
| 5    | Chine       | Lingfeng Zhang     | 71.100 |
| 6    | États-Unis  | Kalon Ludvigson    | 68.900 |
| 7    | Royaume-Uni | Michael Barnes     | 63.500 |
| 8    | Biélorussie | Siarhei Artsemenka | 52.700 |

#### Trampoline synchro
| Rang | Pays       | Gymnastes                          | Points |
| ---- | ---------- | ---------------------------------- | ------ |
|      | Japon      | Tetsuya Sotomura Yasuhiro Ueyama   | 50.800 |
|      | France     | Sébastien Martiny Grégoire Pennes  | 50.000 |
|      | Ukraine    | Yuri Nikitin Olexander Chernonos   | 50.000 |
| 4    | Chine      | Dong Dong Tu Xiao                  | 49.900 |
| 5    | Canada     | Jason Burnett Charles Thibault     | 49.300 |
| 6    | États-Unis | Logan Dooley Steven Gluckstein     | 49.300 |
| 7    | Allemagne  | Markus Kubicka Karsten Kuritz      | 48.700 |
| 8    | Pologne    | Tomasz Adamczyk Lukasz Tomaszewski | 19.300 |

### Femmes

#### Trampoline par équipes
| Rang | Pays        | Gymnastes                                                                | Points |
| ---- | ----------- | ------------------------------------------------------------------------ | ------ |
|      | Chine       | Huang Shanshan Li Dan He Wenna Zhong Xingping                            | 117.00 |
|      | Russie      | Anastasia Velichko Irina Karavaeva Galina Goncharenko Victoria Voronina  | 110.30 |
|      | Canada      | Rosannagh MacLennan Karen Cockburn Kailey McLeod Samantha Sendel         | 109.60 |
| 4    | Biélorussie | Hanna Harchonak Tatsiana Leaniuk Katsiarynia Miranava Tatsiana Piatrenia | 103.40 |
| 5    | États-Unis  | Hayley Butcher Alaina Williams Nani Vercruyssen                          | 106.00 |

#### Double Mini par équipes
| Rang | Pays       | Gymnaste                                                                   | Points |
| ---- | ---------- | -------------------------------------------------------------------------- | ------ |
|      | Russie     | Svetlana Balandina Anastasia Velichko Galina Goncharenko Victoria Voronina | 105.10 |
|      | Canada     | Corissa Boychuk Julie Warnock Gillian Bruce Chelsea Nerpio                 | 102.60 |
|      | États-Unis | Sarah Gandy Sarah Prosen Aubree Balkan                                     | 101.90 |
| 4    | Brésil     | Samantha Oliveira Renata Teles Barbara Silva Virginia Lins                 | 95.20  |
| 5    | Portugal   | Andreia Robalo Silvia Saiote Ana Simoes Nicole Pacheco                     | 91.50  |

#### Tumbling par équipes
| Rang | Pays        | Gymnastes                                                                      | Points |
| ---- | ----------- | ------------------------------------------------------------------------------ | ------ |
|      | Russie      | Anastasia Isupova Anzhelika Soldatkina Elena Krasnokutskaya Anna Korobeynikova | 100.90 |
|      | États-Unis  | Amy Mcdonald Kaitlin Tortorich Leanne Seitzinger Susannah Johnson              | 94.00  |
|      | Canada      | Kylie Petrie Emily Smith Ashley Speed Jordan Sugrim                            | 93.40  |
| 4    | Royaume-Uni | Rachael Letsche Sarah Turner Zara McLean Jennifer Dawes                        | 90.20  |
| 5    | Ukraine     | Olga Pashkova Kateryna Bayeva Orlena Orlova Orlena Chabanenko                  | 84.20  |

#### Trampoline individuel
| Rang | Pays        | Gymnaste            | Points |
| ---- | ----------- | ------------------- | ------ |
|      | Chine       | Huang Shanshan      | 39.500 |
|      | Chine       | He Wenna            | 39.400 |
|      | Canada      | Karen Cockburn      | 38.700 |
| 4    | Canada      | Rosannagh MacLennan | 38.400 |
| 5    | Russie      | Victoria Voronina   | 37.500 |
| 6    | Russie      | Irina Karavaeva     | 37.300 |
| 7    | Ouzbékistan | Ekaterina Khilko    | 37.300 |
| 8    | France      | Marina Ducroux      | 37.000 |

#### Double Mini individuel
| Rang | Pays        | Gymnaste           | Points |
| ---- | ----------- | ------------------ | ------ |
|      | Russie      | Victoria Voronina  | 68.300 |
|      | Russie      | Galina Goncharenko | 68.000 |
|      | Canada      | Corissa Boychuk    | 67.100 |
| 4    | États-Unis  | Aubree Balkan      | 67.000 |
| 5    | Canada      | Julie Warnock      | 65.800 |
| 6    | Portugal    | Silvia Saiote      | 56.200 |
| 7    | Portugal    | Andreia Robalo     | 55.300 |
| 8    | Royaume-Uni | Adeva Bryan        | 54.900 |

#### Tumbling individuel
| Rang | Pays           | Gymnaste             | Points |
| ---- | -------------- | -------------------- | ------ |
|      | Russie         | Anna Korobeyniova    | 69.400 |
|      | Russie         | Elena Krasnokutskaya | 66.900 |
|      | Canada         | Ashley Speed         | 62.800 |
| 4    | États-Unis     | Kaitlin Tortorich    | 66.100 |
| 5    | Canada         | Emily Smith          | 60.800 |
| 6    | Royaume-Uni    | Zara McLean          | 60.000 |
| 7    | Afrique du Sud | Bianca Budler        | 59.100 |
| 8    | Royaume-Uni    | Rachael Letsche      | 28.300 |

#### Trampoline synchro
| Rang | Pays        | Gymnastes                         | Points |
| ---- | ----------- | --------------------------------- | ------ |
|      | Chine       | Li Dan Xingping Zhong             | 47.600 |
|      | Canada      | Karen Cockburn Maclennan          | 46.900 |
|      | Ouzbékistan | Anna Savkina Ekaterina Khilko     | 45.300 |
| 4    | Pays-Bas    | Tara Fokke Kirsten Boersma        | 45.200 |
| 5    | Royaume-Uni | Cara Jamieson Katherine Driscoll  | 44.800 |
| 6    | France      | Marina Ducroux Marine Jurbert     | 41.500 |
| 7    | Ukraine     | Maryna Kyiko Nataliia Moskvina    | 37.300 |
| 8    | Russie      | Victoria Voronina Irina Karavaeva | 32.100 |

## Tableau des médailles
| Rang | Nation      | Or | Argent | Bronze | Total |
| ---- | ----------- | -- | ------ | ------ | ----- |
| 1    | Chine       | 6  | 3      | 0      | 9     |
| 2    | Russie      | 5  | 5      | 2      | 12    |
| 3    | Portugal    | 2  | 0      | 1      | 3     |
| 4    | Japon       | 1  | 0      | 1      | 2     |
| 5    | Canada      | 0  | 2      | 5      | 7     |
| 6    | États-Unis  | 0  | 1      | 2      | 3     |
| 7    | Biélorussie | 0  | 1      | 1      | 2     |
| 8    | France      | 0  | 1      | 0      | 1     |
| 8    | Suède       | 0  | 1      | 0      | 1     |
| 10   | Ouzbékistan | 0  | 0      | 1      | 1     |
| 10   | Ukraine     | 0  | 0      | 1      | 1     |